# Protuberanța occipitală externă
Protuberanța occipitală externă (Protuberantia occipitalis externa) este o proeminență aflată la mijlocul feței exocraniene a solzului osului occipital, care poate fi ușor palpată prin piele. Pe ea se inserează ligament nuchal (Ligamentum nuchae) și mușchiul trapez (Musculus trapezius).